# Relațiile dintre România și Ungaria

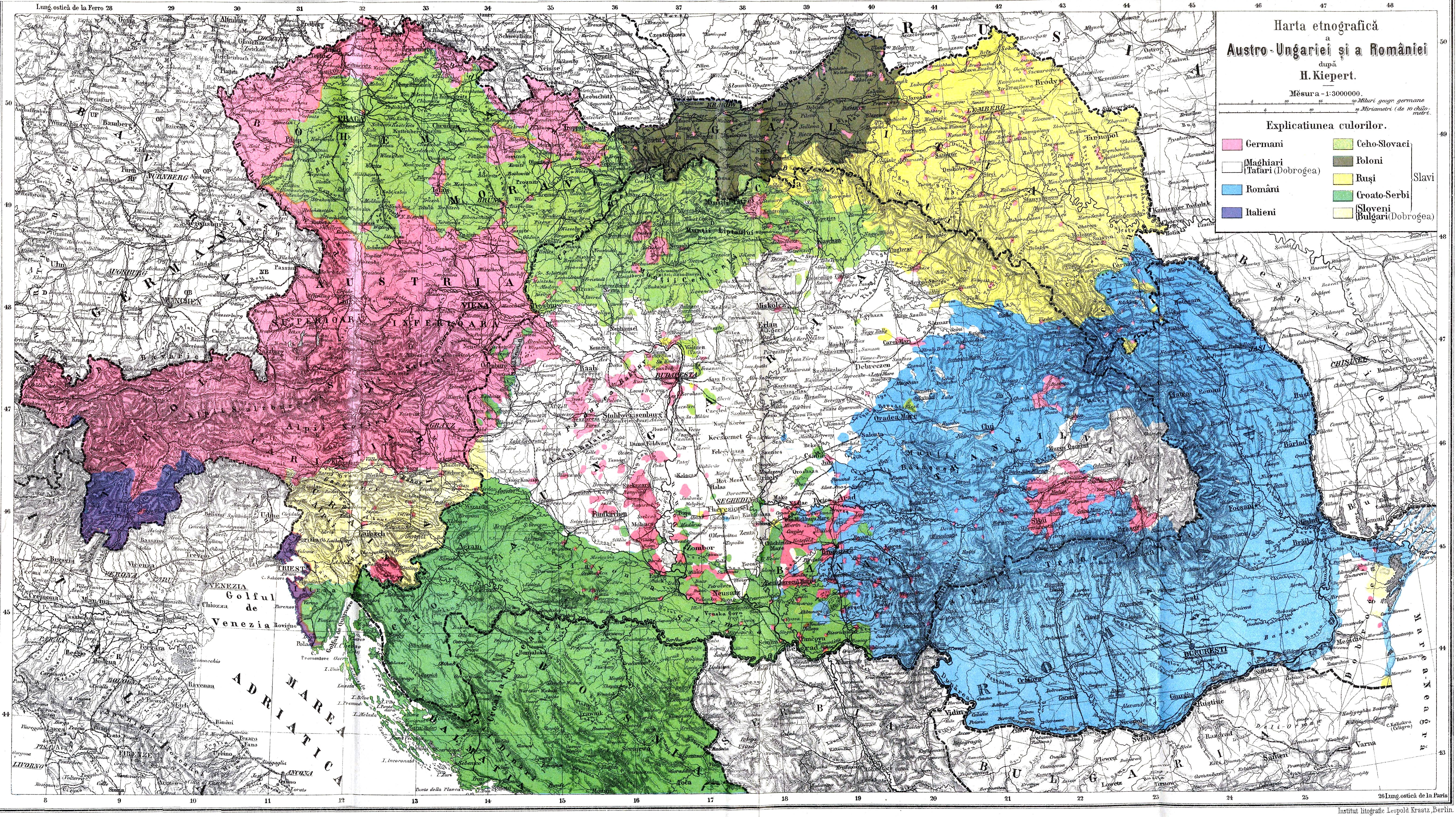
Hartă etnică a regiunii (1892)

Relațiile româno-ungare sunt relațiile externe dintre România și Ungaria. România are ambasadă la Budapesta și Ungaria are ambasadă la București. În context, relațiile bilaterale dintre cele două țări poartă amprenta interacțiunilor istorice ale celor două popoare, până în secolul al XIX-lea. Au fost apoi formalizate odată cu înființarea Statului român modern în a doua jumătate a secolului al XIX-lea. În răstimpuri, relațiile româno-ungare au fost tensionate, fiind marcate de chestiunea Transilvaniei, care în urma dezmembrării Austro-Ungariei (1919) a fost atribuită Regatului Român prin Tratatul de la Trianon.

## Epoca medievală
În anul 1330 Țara Românească și-a dobândit independența față de Regatul Ungariei. Acest act a avut loc în urma bătăliei de la Posada, între oastea lui Basarab I și armata regală a lui Carol Robert de Anjou, care se retrăgea spre Transilvania. Primul tratat de înțelegere între Ungaria și un predecesor al actualei Românii a fost închieiat la 10 februarie 1355, după tratativele purtate de Dumitru, episcopul catolic de Oradea, între 1345–1355, la curtea lui Nicolae Alexandru, voievodul Țării Românești. Prin tratatul din 1355 partea maghiară a recunoscut Banatul de Severin ca posesiune a domnului valah, iar partea valahă a recunoscut suzeranitatea regelui Ludovic I de Anjou. În data de 20 ianuarie 1368 domnitorul Vlaicu Vodă a confirmat privilegiile comerciale ale negustorilor brașoveni în Țara Românească (cel mai vechi privilegiu comercial acordat de un domn român, scris în limba latină).
În același secol, Ungaria și-a dezvoltat la est de carpați o marcă de apărare împotriva raidurilor tătărești, structură statală bazată pe boieri etnici români. Denumită Moldova, după râul ce curgea prin zona în care se afla nucleul ei, marca a devenit și ea independentă după ce un alt lider român din Regatul Ungariei, Bogdan, a trecut Carpații și i-a îndepărtat de la putere pe urmașii lui Dragoș.
Relațiile între Ungaria și cele două state medievale românești s-au intensificat odată cu primele incursiuni ale Imperiului Otoman în Țara Românească, în noiembrie-decembrie 1369. Vlaicu Vodă, ajutat de contingentele maghiare conduse de Ladislau de Dăbâca, i-a înfrânt și alungat pe invadatori, a trecut Dunărea și a ocupat Vidinul.
Relațiile bilaterale au cunoscut o criză în anul 1377, în timpul domniei lui Radu I, criză depășită în timpul domniei lui Mircea cel Bătrân (1386-1418). Mircea cel Bătrân, aflat în bune relații cu Ungaria, a încheiat la Brașov, la 7 martie 1395, primul tratat antiotoman cu împăratul Sigismund de Luxemburg, totodată rege al Ungariei. În 1396 armata maghiaro-română a fost înfrântă de oastea otomană în bătălia de la Nicopole. De atunci și până la dezmembrarea ei după bătălia de la Mohács, Ungaria a reprezentat principalul aliat antiotoman al Moldovei și Țării Românești.

## Înainte de Primul Război Mondial
Ungaria a reapărut ca entitate politică în 1867, ca parte a statului dualist austro-ungar, în timp ce fostele state medievale Moldova și Țara Românească s-au unificat între 1859–1861 pentru a forma un principat cu numele de România.
În contextul războiului ruso-turc din 1877–1878, în care România și-a dobândit independența, Austro-Ungaria a rămas neutră dar favorabilă părții ruso-române (atitudine în urma căreia a primit apoi Bosnia și Herțegovina). Astfel, Austro-Ungaria a fost primul stat care a recunoscut independența Principatului României. La 11 septembrie 1878 agenția diplomatică română de la Viena a fost ridicată la rangul de legație (ambasadă). Reprezentanța română de la Viena a devenit astfel prima ambasadă a României. Primul ambasador român în străinătate a fost ambasadorul Ion Bălăceanu, iar primul ambasador străin acreditat în România a fost contele László Hoyos-Sprinzenstein.
Principalele divergențe au fost legate de războiul vamal, de chestiunea ceangăilor și de cea a românilor din Ungaria, Transilvania, Banat și Bucovina. Austro-Ungaria îi reproșa României că ceangăii din Regatul României nu beneficiau de nici un fel de protecție ca minoritate, în vreme ce românii din Bucovina, Transilvania și Ungaria dispuneau de anumite drepturi garantate prin legea minorităților. România îi reproșa Austro-Ungariei regimul electoral, școlar și lingvistic care defavoriza românii, sub-reprezentați față de numărul lor în Consiliul Bucovinei, în Parlamentul ungar, printre elevii învățământului liceal și printre studenți.

## Perioada interbelică
Până la Tratatul de la Trianon din 1920 niciunul din guvernele Ungariei nu a recunoscut Unirea cu Regatul României a teritoriilor locuite de românii din Ungaria, proclamată la data de 1 decembrie 1918: nici guvernele conservatoare din 1918, sfârșitul lui 1919 și 1920, nici guvernul comunist al lui Béla Kun (Republica Sovietică Ungaria) din 1919, sub conducerea căruia s-a desfășurat Războiul româno-ungar din 1919, ocazie cu care armata română a ocupat Budapesta.
În anul 1920, prin Tratatul de la Trianon, Ungaria a fost silită să recunoască pierderile teritoriale din 1918, dar a considerat acest tratat ca un dictat samavolnic, contestând atât baza sa morală (al zecelea din cele "14 puncte" ale președintelui american Woodrow Wilson și "dreptul popoarelor de a dispune de ele-însele"), cât și modalitățile de aplicare (de exemplu trasarea frontierei româno-ungare de către comisia condusă de francezul Emmanuel de Martonne).
În decursul perioadei interbelice Regatul Ungariei condus de regentul Miklós Horthy s-a preocupat de apărarea intereselor minorității maghiare din România (și din Cehoslovacia) și s-a apropiat de puterile care contestau orânduirea europeană izvorâtă din tratatele anilor 1919-1920, printre care Germania și Italia, practicând cu susținerea acestora o diplomație numită revizionistă.

## Perioada celui de-al Doilea Război Mondial
În timpul celui de-al Doilea Război Mondial, după ultimatumul sovietic din 1940, Ungaria a ridicat pretenții asupra Transilvaniei, primind prin Dictatul de la Viena zona de nord și est a provinciei în luna august 1940. Reocuparea maghiară a acestui teritoriu a fost marcată de multiple incidente, cum ar fi masacrele de la Ip și Treznea, care au sporit animozitatea între conducerile celor două țări. Ulterior, România și Ungaria au fost aliate între ele și cu Germania Nazistă cu scopul înfrângerii Uniunii Sovietice, dar între trupele românești și maghiare participante la operațiunile de pe Frontul de Est au existat fricțiuni. După lovitura de stat de la 23 august 1944, România a ieșit din alianța cu Axa și a trecut de partea Aliaților, în timp ce în Ungaria, Miklos Horthy, care dorea să negocieze cu Aliații, a fost înlocuit la putere cu gruparea pro-nazistă a Crucilor cu Săgeți condusă de Ferenc Szálasi, care a rămas în alianța cu Germania Nazistă până la sfârșitul războiului. În toamna anului 1944, întreaga Transilvanie era din nou de facto în stăpânirea autorităților române, iar armata română a participat la luptele pentru eliberarea Ungariei. În noiembrie 1944, pentru a dovedi bunele intenții ale României față de minorități, Guvernul Sănătescu a înființat un minister al naționalităților, iar la 6 februarie 1945 guvernul Rădescu a adoptat un statut al minorităților, confirmat de guvernul Groza. Statutul minorităților garanta libera folosire a limbii materne în învățământ, în administrație și în instanțele judecătorești acolo unde minoritatea respectivă avea o pondere de peste 30%. 
La 1 iunie 1945 autoritățile române au înființat Universitatea Bolyai din Cluj, cu predare în limba maghiară. Prin Tratatul de Pace din 1947 zona de nord-est a Transilvaniei a fost oficial (de jure) retrocedată României.

## Perioada comunistă
După al Doilea Război Mondial, România și Ungaria s-au găsit din nou de aceeași parte a unui nou conflict, de această dată Războiul Rece, după ce în ambele țări Uniunea Sovietică a impus regimuri comuniste. În anul 1952 a fost înființată Regiunea Autonomă Maghiară, cu limba maghiară ca a doua limbă oficială, alături de limba română. Regiunea Autonomă Maghiară a cuprins cea mai mare parte a Ținutului Secuiesc.
Regimul comunist din România a colaborat cu sovieticii la reprimarea revoluției din 1956 din Ungaria, mișcare care a generat frământări și în România. Ulterior, comuniștii români s-au văzut liberi să restrângă din nou drepturile maghiarilor din România. Primul pas în acest sens a fost comasarea Universității Bolyai cu Universitatea Victor Babeș din Cluj. Retragerea treptată a drepturilor maghiarilor din România a dus la reaprinderea naționalismului de ambele părți, fapt speculat de Uniunea Sovietică.
Regiunea Autonomă Maghiară a fost desființată în anul 1968. Regimul comunist de la București, pentru a compensa neajunsurile aduse populației, a adăugat comunismului său o doză crescândă de naționalism care s-a concretizat prin închiderea mai multor școli și instituții ale maghiarilor, prin repartizarea intelectualilor maghiari în județele extracarpatice ale României, concomitent cu aducerea de muncitori din Vechiul Regat în Transilvania și Banat, ceea ce a dus la reducerea ponderii maghiarilor în marile orașe din Transilvania, Banat și Partium, cu cât industrializarea a fost mai masivă. Cadrul legal pentru aceste măsuri a fost dat de Nicolae Ceaușescu prin decretul nr. 307 din 1971, completat de decretul nr. 68 din 1976. Aceste măsuri au fost abrogate prin decretul-lege nr. 1 din 26 decembrie 1989.
| Ponderea maghiarilor |        |        |
| Orașul               | 1930   | 2002   |
| Arad                 | 38,8 % | 13,1 % |
| Brașov               | 39,3 % | 08,1 % |
| Cluj                 | 47,2 % | 18,9 % |
| Deva                 | 30,4 % | 08,2 % |
| Oradea               | 51,5 % | 27,5 % |
| Satu Mare            | 42,5 % | 39,3 % |
| Târgu Mureș          | 58,1 % | 46,7 % |
| Timișoara            | 30,1 % | 07,6 % |
| Zalău                | 67,3 % | 17,5 % |

## După 1989
După Revoluția din 1989 a avut loc inițial o exacerbare a tensiunilor etnice, care au culminat în conflictul interetnic de la Târgu Mureș din martie 1990. Președintelui Iliescu i-a fost adesea reproșat de către organe de presă precum România liberă, că ar fi manipulat antipatiile istorice pentru a câștiga capital electoral.
La 16 septembrie 1996 România și Ungaria au semnat și ratificat Tratatul de la Timișoara, de înțelegere, cooperare și bună vecinătate care a rezolvat unele litigii și a pus bazele relațiilor de cooperare în avantajul ambelor țări. Documentul a fost semnat la Timișoara de către premierul român, Nicolae Văcăroiu și omologul său ungar, Gyula Horn.
La începutul anului 1997 a fost redeschis consulatul Ungariei la Cluj. Evenimentul a fost umbrit de demersul primarului Gheorghe Funar de sustragere a drapelelor Ungariei de pe clădirea respectivă. Între 25-27 mai a avut loc vizita oficială a președintelui Árpád Göncz în România, la invitația președintelui Emil Constantinescu. Vizita respectivă, care a inclus orașele București, Cluj și Târgu Mureș, a fost descrisă de Árpád Göncz drept „cea mai frumoasă din viața lui”.
Cadrul relațiilor diplomatice dintre România și Ungaria s-a îmbunătățit semnificativ odată cu aderarea ambelor state la NATO și la Uniunea Europeană. 
În programul politic al Uniunii Democrate Maghiare din România se află adoptarea unei legi a minorităților naționale, care să reglementeze într-un mod mai specific drepturile minorităților și modul de rezolvare a problemelor particulare ale acestora. Un proiect de lege în acest sens a fost trimis în parlament în anul 2005, proiect asumat de guvernul Tăriceanu, cu susținerea UDMR, PDL și PNL. În anul 2008 vicepreședintele UDMR a deplâns tergiversarea adoptării proiectului respectiv. În anul 2011, la scurt timp după învestirea guvernului Ungureanu (PDL), liderul UDMR, Hunor Kelemen, se arăta convins că proiectul legii minorităților va fi adoptat în 2011. La 27 aprilie 2011 cabinetul Ungureanu a fost demis în urma unei moțiuni de cenzură, moțiune legată de înființarea unei secții cu predare în limba maghiară la Universitatea de Medicină și Farmacie din Târgu Mureș. Acordul de guvernare semnat de Victor Ponta (PSD) și Hunor Kelemen (UDMR) în data de 3 martie 2014 a prevăzut din nou adoptarea legii minorităților, până în anul 2016.

### Relații politice
În perioada 2005-2008 s-au organizat ședințe comune de guvern anuale la București, Budapesta, Sibiu și Seghedin. În baza tratatului de înțelegere, cooperare și bună vecinătate dintre România și Republica Ungară, în martie 1997 s-a constituit Comisia Mixtă de Colaborare și Parteneriat Strategic dintre Guvernul României și Guvernul Republicii Ungare, formată din 11 comitete de specialitate. În baza acordului dintre Guvernul României și Guvernul Republicii Ungare privind cooperarea în domeniul protecției mediului, s-a constituit Comisia Mixtă Româno-Ungară de colaborare în domeniul protecției mediului.
Alte organisme de cooperare:
- Grupul parlamentar de prietenie româno-ungar
- Comitetul de specialitate româno-ungar de colaborare în problemele minorităților naționale
- Consiliul oamenilor de afaceri români și ungari
- Trilaterala România-Ungaria-Serbia, la nivel de miniștri ai afacerilor externe.
- Trilaterala România-Ungaria-Austria, la nivel de miniștri ai internelor.
- Comisia mixtă româno-ungară de istorie
- Comisia mixtă româno-ungară hidrotehnică
- Comisia mixtă româno-ungară de colaborare în domeniul turismului
- Camera de Comerț și Industrie româno-ungară „Carpatia”
- Batalionul mixt româno-ungar
- Batalionul multinațional de geniu „Tisa” (România-Ungaria-Ucraina-Slovacia)
- Euroregiunea Carpatică, Euroregiunea Dunăre-Criș-Mureș-Tisa, Euroregiunea Bihor–Hajdú-Bihar.

### Relații economice
La 31 decembrie 2011, volumul schimburilor comerciale româno-ungare a fost de 7.295,03 milioane euro, din care export 2.516,12 milioane euro și import 4.778,91 milioane euro. Creșterile cele mai importante ale exporturilor românești în Ungaria au fost înregistrate la mașini, aparate și echipamente electrice (cu 37,48%); mase plastice, cauciuc și articole conexe (cu 10,4%); metale comune (cu 8,85%); produse minerale cu (8,6)%.
Conform unui studiu realizat în 2014, Bulgaria și Ungaria sunt destinațiile preferate ale românilor pentru cumpărături în străinătate, cei mai mulți dintre ei alegând să treacă granița pentru a achiziționa alimente și băuturi.